# Saskia Louis
Saskia Louis, Pseudonym von Saskia Schalkwijk (* 13. September 1993 in Herdecke), ist eine deutsche Schriftstellerin und Musikerin.

## Leben und Werk
Schalkwijks wurde 1993 in Herdecke geboren und wuchs in Hattingen auf. Nach ihrem Abitur 2013 zog sie nach Köln und studierte an der Universität zu Köln Medienmanagement. Sie veröffentlichte als Saskia Louis ihren Debütroman Miss Ich-bin-nicht-verliebt bereits im Alter von 21 Jahren. Seitdem hat sie über 35 Romane in den Genres Liebesroman, Cozy Crime und Fantasy im Selbstverlag, bei dp Digital Publishers und bei Ueberreuter veröffentlicht. Zu ihren Büchern schreibt sie Buch-Soundtracks.
Sie ist Mitglied im Phantastik Autoren Netzwerk PAN.

## Werke

### Ein Fall für Louisa Manu
- Mordsmäßig unverblümt (Band 1), dp Digital Publishers, 2016, ISBN 978-3-94529-872-5.
- Mordmäßig verstrickt (Band 2), dp Digital Publishers, 2020, ISBN 978-3764151973.
- Mordsmäßig kaltgemacht (Band 3), dp Digital Publishers, 2017, ISBN 978-3-96087-126-2.
- Mordsmäßig angefressen (Band 4), dp Digital Publishers, 2018, ISBN 978-3-96087-420-1.
- Mordsmäßig verkatert (Band 5), dp Digital Publishers, 2019, ISBN 978-3-98637-398-6.
- Mordsmäßig versaut (Band 6), dp Digital Publishers, 2020, ISBN 978-3-96698-678-6.
- Mordsmäßig gerädert (Band 7), dp Digital Publishers, 2021, ISBN 978-3-96817-853-0.

### Baseball Love
- Liebe auf den ersten Schlag (Band 1), dp Digital Publishers, 2016, ISBN 978-3-98637-297-2.
- Küss niemals einen Baseballer (Band 2), dp Digital Publishers, 2016, ISBN 978-3-98637-413-6.
- Spiel um deine Hand (Novelle), dp Digital Publishers, 2016, ISBN 978-3960875499.
- Liebe ist (k)ein Spiel (Band 3), dp Digital Publishers, 2017, ISBN 978-3-98637-560-7.
- Der große Fang (Band 4), dp Digital Publishers, 2017, ISBN 978-3960875246.
- Homebase fürs Herz (Band 5), dp Digital Publishers, 2018, ISBN 978-3960874027.
- Home Run zu dir (Band 6), dp Digital Publishers, 2018, ISBN 978-8-72616-258-5.

### Verliebt in Eden Bay
- Ein bisschen Abenteuer, bitte! (Band 1), Selbstverlag, 2018, ISBN 978-3748168966.
- Ein bisschen Vertrauen, bitte! (Band 2), Selbstverlag, 2018, ISBN 978-3748190677.
- Ein bisschen Romantik, bitte! (Band 3), Selbstverlag, 2019, ISBN 978-3749448296.
- Ein bisschen Mut, bitte! (Band 4), Selbstverlag, 2020, ISBN 978-3750462236.
- Ein bisschen Liebe, bitte! (Band 5), Selbstverlag, 2020, ISBN 978-3751994163.
- Ein bisschen Charme, bitte! (Band 6), Selbstverlag, 2021, ISBN 978-3753440941.
- Ein bisschen Freiheit, bitte! (Band 7), Selbstverlag, 2021, ISBN 978-3754327791.
- Ein bisschen Gefühl, bitte! (Band 8), Selbstverlag, 2022, ISBN 978-3754359341.

### Philadelphia Millionaires
- Liebe und andere Schlagzeilen (Band 1), dp Digital Publishers, 2019, ISBN 978-3-96087-859-9.
- Liebe und andere dumme Ideen (Band 2), dp Digital Publishers, 2020, ISBN 978-3-96817-416-7.
- Liebe und andere Lügen (Band 3), dp Digital Publishers, 2021, ISBN 978-3-98637-108-1.

### Geheimnis der Götter
- Funke (Band 1), dp Digital Publishers, 2021, ISBN 978-3-96817-597-3.
- Flamme (Band 2), dp Digital Publishers, 2021, ISBN 978-3-96817-804-2.
- Feuer (Band 3), dp Digital Publishers, 2021, ISBN 978-3-96817-862-2.
- Asche (Band 4), dp Digital Publishers, 2021, ISBN 978-3-96817-950-6.

### Die Lügendiebin
- Die Lügendiebin (Band 1), Ueberreuter, 2022, ISBN 978-3764171285.
- Die Lügenkönigin (Band 2), Ueberreuter, 2022, ISBN 978-3764171292.

### Nachtschwarz-Sternenhell
- Nachtschwarz (Band 1), Ueberreuter, 2023, ISBN 978-3-7641-7136-0.
- Sternenhell (Band 2), Ueberreuter, 2024. ISBN 978-3-7641-7137-7.

### Einzelbücher
- Miss Ich-Bin-Nicht-Verliebt,  Selbstverlag, 2015, ISBN 978-3849572457.
- Zähl nicht meine Tage, Selbstverlag, 2020, ISBN 978-3750452244.
- Ein Santa zum Verlieben, dp Digital Publishers, 2021, ISBN 978-3986373276.
- Touchdown für Avery, Selbstverlag, 2021, ISBN 979-8749287646.

## Auszeichnungen
- 2017: Skoutz-Award Platz 1 Humor für Mordsmäßig verstrickt: Der zweite Fall für Louisa Manu[4]